# Eparchie achtubinská
Eparchie achtubinská je eparchie ruské pravoslavné církve nacházející se v Rusku.

## Území a titul biskupa
Zahrnuje správní hranice území Achtubinského, Jenotajevského, Krasnojarského, Narimanovského, Charabalinského, Černojarského rajónu a taky území města Znamensk.
Eparchiálnímu biskupovi náleží titul biskup achtubinský a jenotajevský.

## Historie
Od doby osvojení a rozvoje území dolního Povolží Rusy bylo současné území achtubinské eparchie podřízeno kazaňskému metropolitovi. Roku 1602 se stalo součástí astrachaňské eparchie.
Dne 12. března 2013 byla rozhodnutím Svatého synodu zřízena z části území astrachaňské eparchie nová eparchie achtubinská.

## Seznam biskupů
- 2013–2021 Antonij (Azizov)
- 2021–2023 Vsevolod (Ponič)
- od 2023 Matfej (Samknulov)